# Acalypha vulneraria
Acalypha vulneraria är en törelväxtart som beskrevs av Henri Ernest Baillon. Acalypha vulneraria ingår i släktet akalyfor, och familjen törelväxter. Inga underarter finns listade i Catalogue of Life.